# Alavenazor (Cotaique)
Alavenazor (em armênio: Աղավնաձոր; romaniz.: Ałavnajor), antes chamada Babaquixi / Papaquixi (Բաբաքիշի / Պապաքիշի, babakiši / Papkiši) ou Babaquexi (Բաբաքշի, Babakši), é uma aldeia do município de Salcazor, da província de Cotaique, na Armênia. De acordo com o censo de 2011, havia 1 232 habitantes.

## Geografia
Alavenazor está localizada a 10 quilômetros da cidade de Razdã, na margem esquerda do rio Marmarique, num vale. Sua água potável é trazida de uma distância de três quilômetros. Subsiste de pecuária, avicultura e agricultura (cultivo de cereais e tabaco). Em termos de infraestrutura, conta com uma escola primária, um centro médico, um cinema permanente e um clube. Já abrigou um sanatório infantil. Está de pé uma igreja dedicada à Mãe de Deus (Surb Astvacacin).

## História
No século XIX, com a anexação da Armênia ao Império Russo, Alavenazor fez parte do distrito (uezde) de Nova Baiazete, na Gubernia de Erevã. Recebeu seu nome atual em 15 de julho de 1948. Em 1897, 1926, 1939, 1959 e 1979, respectivamente, tinha 709, 868, 1 182, 736 e 1 041 habitantes. A maioria dos ancestrais dos seus residentes vieram de Elesquirte, na atual Turquia, no século XIX.